# Rally d'Irlanda
La prima edizione del Rally d'Irlanda era in programma nel campionato del mondo rally del 2007.
Si correva su asfalto ed è rimasto famoso per il ritiro di Marcus Grönholm che ha consegnato a Sébastien Loeb il titolo mondiale con l'errore nella prova speciale di Lough Gill.

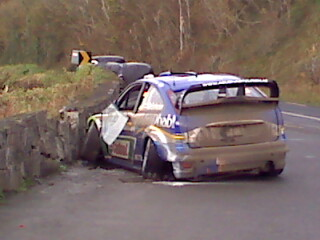
L'incidente di Gronholm

Il rally d'Irlanda è stato un'aggiunta nel calendario del 2007, non ha fatto parte del calendario 2008 ed è tornato come primo appuntamento del campionato nel 2009.
L'evento del 2007 ha avuto luogo tra il 15 e il 18 novembre 2007 iniziando con la prova speciale vicino al Parlamento di Belfast.
La carovana ha continuato a correre nel nord-ovest d'Irlanda e passando per le contee di Sligo, Fermanagh, Donegal, Leitrim, Tyrone, Roscommon e Cavan.
Il rally è stato gestito da Sean O'Connor e Ronan Morgan che hanno militato per molti anni in WRC e il Consiglio di Amministrazione è presieduto da Eddie Jordan fondatore del team omonimo che ha gareggiato anche in Formula 1 mentre il vice presidente è Trevor Ringland l'ex giocatore dei Lions di rugby e nazionale irlandese.
Il rally d'Irlanda ha ricevuto un forte sostegno da parte del governo da entrambi i lati della frontiera.
Il primo rally d'Irlanda è stato il 15º e penultimo round del campionato del mondo rally 2007. Questa è stata la prima volta che il WRC ha visitato l'isola d'Irlanda. Sligo è stato il quartier generale per il rally e il Clarion Hotel ha ospitato i partecipanti. Il parco assistenza (dove si effettuano le necessarie lavorazioni meccaniche su veicoli) è stato presso il vicino Istituto di Tecnologia.

## Albo d'oro
| Anno | Denominazione                      | Vincitori                                                    | Auto                                                         | Validità |
| ---- | ---------------------------------- | ------------------------------------------------------------ | ------------------------------------------------------------ | -------- |
| 2005 | 1° Rally Ireland                   | Matthew Wilson Michael Orr                                   | Ford Focus RS WRC '04                                        | -        |
| 2006 | 2° Rally Ireland                   | Eugene Donnelly Paul Kiely                                   | Toyota Corolla WRC                                           | -        |
| 2007 | 3° Rally Ireland                   | Sébastien Loeb Daniel Elena                                  | Citroën C4 WRC                                               | WRC      |
| 2009 | 4° Rally Ireland                   | Sébastien Loeb Daniel Elena                                  | Citroën C4 WRC                                               | WRC      |
| 2009 | 1° Rally Ireland - Slowly Sideways | L'evento era a scopo di spettacolo, non aveva una classifica | L'evento era a scopo di spettacolo, non aveva una classifica | -        |

## Risultati della prima edizione 2007
| Posizione | Auto No. | Pilota             | Tempo     |
| --------- | -------- | ------------------ | --------- |
| 1         | 1        | Sébastien Loeb     | 3:01:39.2 |
| 2         | 2        | Daniel Sordo       | 3:02:32.6 |
| 3         | 9        | Jari-Matti Latvala | 3:03:27.4 |
| 4         | 4        | Mikko Hirvonen     | 3:03:56.9 |
| 5         | 7        | Petter Solberg     | 3:04:35.0 |
| 6         | 18       | Guy Wilks          | 3:07:37.1 |
| 7         | 16       | Matthew Wilson     | 3:11:44.1 |
| 8         | 20       | Gareth McHale      | 3:12:47.5 |
| 9         | 21       | Andreas Mikkelsen  | 3:14:47.4 |
| 10        | 53       | Niall McShea       | 3:18:11.3 |